# Kabinett Széll

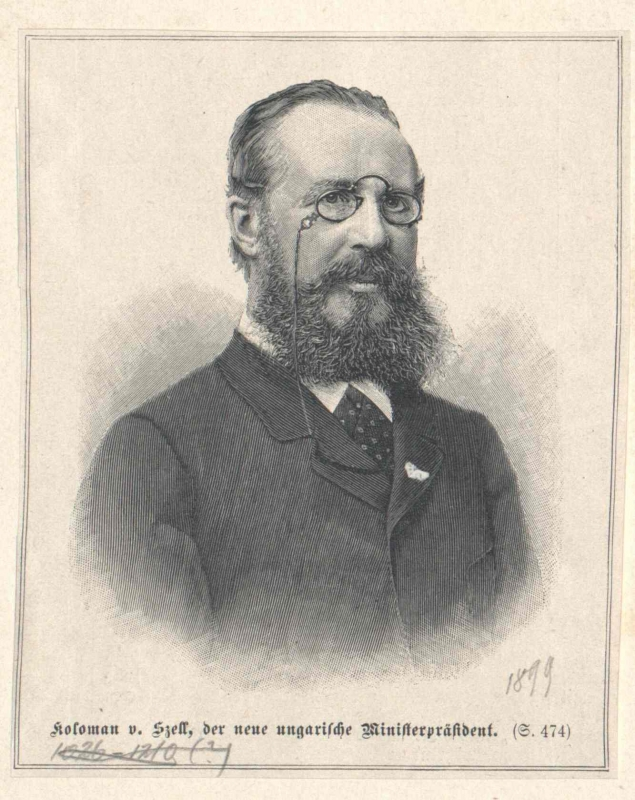
Kálmán Széll (1899)

Das Kabinett Széll war die Regierung des Königreichs Ungarn von 1899 bis 1903. Sie wurde vom ungarischen Ministerpräsidenten Kálmán Széll am 26. Februar 1899 gebildet und bestand bis 3. Juni 1903.

## Minister
Parteien:
_ Liberale Partei (Szabadelvű Párt)
_ parteilos
| Amt                                                        | Amtsträger | Amtsträger             | Beginn der Amtszeit | Ende der Amtszeit  |
| ---------------------------------------------------------- | ---------- | ---------------------- | ------------------- | ------------------ |
| Ministerpräsident, Innenminister                           |            | Kálmán Széll           | 26. Februar 1899    | 3. Juni 1903       |
| Minister am Allerhöchsten Hoflager                         |            | Manó Széchényi         | 26. Februar 1899    | 7. März 1900       |
| Minister am Allerhöchsten Hoflager                         |            | Kálmán Széll (interim) | 7. März 1900        | 29. März 1900      |
| Minister am Allerhöchsten Hoflager                         |            | Gyula Széchényi        | 29. März 1900       | 3. Juni 1903       |
| Landesverteidigungsminister                                |            | Géza Fejérváry         | 26. Februar 1899    | 3. Juni 1903       |
| Finanzminister                                             |            | László Lukács          | 26. Februar 1899    | 3. Juni 1903       |
| Minister für Cultus und Unterricht                         |            | Gyula Wlassics         | 26. Februar 1899    | 3. Juni 1903       |
| Justizminister                                             |            | Sándor Plósz           | 26. Februar 1899    | 3. Juni 1903       |
| Ackerbauminister                                           |            | Ignác Darányi          | 26. Februar 1899    | 3. Juni 1903       |
| Handelsminister                                            |            | Sándor Hegedüs         | 26. Februar 1899    | 4. März 1902       |
| Handelsminister                                            |            | Nándor Horánszky       | 4. März 1902        | 19. April 1902 (†) |
| Handelsminister                                            |            | Lajos Láng             | 19. April 1902      | 3. Juni 1903       |
| Minister der Königreiche Croatien, Slavonien und Dalmatien |            | Ervin Cseh             | 26. Februar 1899    | 3. Juni 1903       |